# Antes de que cuente diez (canción)
Antes de que cuente diez es una canción emblemática de la banda española de rock Fito & Fitipaldis, lanzada en 2009 como el primer sencillo de su quinto álbum de estudio, que lleva el mismo título. La canción se caracteriza por su estilo rockero y la distintiva voz de Adolfo "Fito" Cabrales. La letra refleja una introspección sobre el paso del tiempo y la importancia de aprovechar cada momento. 

## Composición y Producción
El álbum Antes de que cuente diez fue grabado en junio de 2009 en los estudios Du Manoir, ubicados en Las Landas, Francia. La producción estuvo a cargo de Carlos Raya y Joe Blaney, este último conocido por su trabajo con artistas como The Clash y Prince. 
Para la grabación del álbum, Fito & Fitipaldis contaron con la colaboración de músicos destacados como Daniel Griffin en la batería, y Alejandro “Boli” Climent en el bajo. Estos músicos aportaron una base rítmica sólida que complementa las guitarras de Carlos Raya y la voz de Fito Cabrales.

## Recepción y Éxito Comercial
Tras su lanzamiento, "Antes de que cuente diez" obtuvo una excelente acogida tanto por parte del público como de la crítica. El álbum debutó en el número uno de la lista de álbumes más vendidos en España y fue certificado con múltiples discos de platino. La canción homónima se convirtió en un himno, consolidándose como una de las más representativas de la banda.
El sencillo alcanzó el número uno en la lista de Los 40 Principales en noviembre de 2009, manteniéndose en esa posición durante dos semanas consecutivas.

## Participantes

### Miembros del grupo
* Adolfo “Fito” Cabrales: Guitarras y voz.
* Carlos Raya: Guitarra acústica y eléctrica, pedal steel, lap steel y coros.
* Javier Alzola: Saxo tenor, alto, barítono y coros.
* Daniel Griffin: Batería y percusión.
* Alejandro “Boli” Climent: Bajo y coros.
* Joserra Senperena: Hammond b-3, piano, wurlitzer, acordeón y coros.

### Otros colaboradores
* Jordi Cristau: Coros y armonio.

## Legado
A lo largo de los años, "Antes de que cuente diez" se ha mantenido como una de las canciones más emblemáticas de Fito & Fitipaldis. Es una pieza infaltable en sus conciertos y sigue siendo muy valorada por los seguidores del rock en español. La canción ha sido versionada por varios artistas y continúa siendo una referencia en la música española contemporánea. 
En noviembre de 2024, la canción fue destacada en "La Máquina del Tiempo" de Los 40 Principales, recordando su impacto y relevancia en la música española.

## Premios y nominaciones
| Año  | Premio               | Categoría     | Resultado | Ref.  |
| ---- | -------------------- | ------------- | --------- | ----- |
| 2010 | Premios de la Música | Mejor Canción | Ganador   | [ 7 ] |

## Certificaciones
| Pais   | Organismo certificador | Certificación | Ref.  |
| ------ | ---------------------- | ------------- | ----- |
| España | PROMUSICAE             | 4× Platino    | [ 8 ] |

## Posicionamiento en listas

### Lista semanales
| Lista               | Mejor posición | Nº semanas en listas | Ref.  |
| ------------------- | -------------- | -------------------- | ----- |
| España (PROMUSICAE) | 8              | 33                   | [ 9 ] |

### Lista anuales
| Lista               | Posición | Ref,   |
| ------------------- | -------- | ------ |
| España (PROMUSICAE) | 29       | [ 10 ] |